# 24044 Caballo
24044 Caballo là một tiểu hành tinh vành đai chính với chu kỳ quỹ đạo là 1349.5765366 ngày (3.69 năm).
Nó được phát hiện ngày 30 tháng 9 năm 1999.